# Medenyči
Medenyči (in ucraino Меденичі?) è un insediamento rurale ucraino (3292 abitanti) nel distretto di Drohobyč, nell'oblast' di Leopoli. Ospita l'amministrazione della comunità territoriale di Medenyči, una delle comunità territoriali dell'Ucraina.
Fino al 26 gennaio 2024 Medenyči era classificata come insediamento di tipo urbano. Da tale data è entrata in vigore una nuova legge che ha abolito questo status e Medenyči è stata riclassificata come insediamento rurale,